# Grubenberg (Schwarzenbach am Wald)
Grubenberg ist ein Gemeindeteil der Stadt Schwarzenbach am Wald im Landkreis Hof (Oberfranken, Bayern). Grubenberg liegt in der Gemarkung Räumlas.

## Geografie
Die Anwesen des Weilers liegen in einem Radius von 500 Metern verstreut auf einer Hochebene des Frankenwaldes. Sie sind weitestgehend von Wald umgeben, im Norden grenzt der Forst Schwarzenbach am Wald an. Zwei Anwesen liegen an der Staatsstraße 2194, die nach  Straßdorf zu einer Anschlussstelle der Bundesstraße 173 (2,2 km südlich) bzw. nach Geroldsgrün verläuft (3,2 km nördlich). Bei diesen Anwesen mündet die Kreisstraße HO 32 in die St 2194. Diese verläuft entlang der Thiemitz nach Thiemitz (2,8 km südwestlich).

## Geschichte
Grubenberg gehörte zur Realgemeinde Räumlas. Gegen Ende des 18. Jahrhunderts bestand Grubenberg aus sieben Anwesen. Die Hochgerichtsbarkeit sowie die Grundherrschaft über die sieben Gütlein hatte das bayreuthische Verwaltungsamt Bernstein am Wald.
Von 1797 bis 1810 unterstand Grubenberg dem Justiz- und Kammeramt Naila. Infolge des Ersten Gemeindeedikts wurde Grubenberg dem 1812 gebildeten Steuerdistrikt Bernstein und der zugleich entstandenen Ruralgemeinde Räumlas zugewiesen. Nach 1952 wurde Grubenberg nach Straßdorf eingemeindet, das am 1. Mai 1978 im Zuge der Gebietsreform in Bayern nach Schwarzenbach eingegliedert wurde.

### Einwohnerentwicklung
| Jahr      | 001799 | 001819 | 001861 | 001871 | 001885 | 001900 | 001925 | 001950 | 001961 | 001970 | 001987 | 002020 |
| Einwohner | 35     | 47     | 103    | 79     | 79     | 75     | 64     | 43     | 21     | 27     | 20     | 19     |
| Häuser    | 7      |        |        |        | 11     | 10     | 10     | 9      | 8      |        | 9      |        |
| Quelle    | [ 9 ]  | [ 6 ]  | [ 10 ] | [ 11 ] | [ 12 ] | [ 13 ] | [ 14 ] | [ 15 ] | [ 16 ] | [ 17 ] | [ 18 ] | [ 1 ]  |

## Religion
Grubenberg ist evangelisch-lutherisch geprägt und war ursprünglich nach St. Michael (Bernstein am Wald) gepfarrt, seit 1818 ist die Pfarrei Schwarzenbach am Wald zuständig.